# مدرسة كالفرلي
مدرسة كالفرلي أو مدرسة الإرسالية الأمريكية هي مدرسة أنشأتها الإرسالية الأمركية بعد قدومها للكويت عام 1911. أول من درس بها هو القس كالفرلي وزوجته الدكتورة إلينور (و المعروفة أيضاً بخاتون حليمة). وانضم إليهم رجل عراقي سرياني هو جرجس عيسى سيلو. وصاحب فترة افتتاح المدرسة إنشاء المستشفى الأمريكي والذي أفتتح في عام 1912.
لم يتقدم للمدرسة بعد افتتاحها إلا العدد القليل، وتمت على هذا الحال لعدة أشهر، مما دعا القسيس إلى القيام بجولة على بعض الديوانيات لحث الناس على الاستفادة من الفرصة وتعلم الإنجليزية، إلا أن الناس فهمت أن افتتاح المدرسة كان لأغراض تبشيرية وأعرضت عنها. كما كانت المدرسة تقدم خدمة كتابة الرسائل والبرقيات باللغة الإنجليزية نظير مبلغ مالي.